# Liste neuseeländischer Schachspieler
Die Liste neuseeländischer Schachspieler enthält Schachspieler, die für den neuseeländischen Schachverband spielberechtigt sind oder waren und mindestens eine der folgenden Bedingungen erfüllen:
- Träger einer der folgenden FIDE-Titel: Großmeister, Ehren-Großmeister, Internationaler Meister, Großmeisterin der Frauen, Ehren-Großmeisterin der Frauen, Internationale Meisterin der Frauen;
- Träger einer der folgenden ICCF-Titel: Großmeister, Verdienter Internationaler Meister, Internationaler Meister, Großmeisterin der Frauen, Internationale Meisterin der Frauen;
- Gewinn einer nationalen Einzelmeisterschaft;
- eine historische Elo-Zahl von mindestens 2500 (vor Einführung der Elo-Zahl im Juli 1971).

## Liste

### A
- Hedley Roy Abbott, neuseeländischer Meister
- Philipp Allerhand, neuseeländischer Meister
- Brian Anderson, Verdienter Internationaler Meister im Fernschach
- Bruce Anderson (* 1948), neuseeländischer Meister
- Alphaeus Wei Ern Ang (* 2002), neuseeländischer Meister
- Lev Aptekar (* 1936), neuseeländischer Meister

### B
- Richard James Barnes (1860–1929), neuseeländischer Meister
- John Barrance, internationaler Fernschachmeister
- Igor Bjelobrk (* 1982), Internationaler Meister[1]

### C
- Murray Chandler (* 1960), Großmeister, neuseeländischer Meister[2]
- Roger Chapman, internationaler Fernschachmeister
- Bobby Cheng (* 1997), Großmeister[3]
- Robert Alexander Cleland (1854–1923), neuseeländischer Meister
- Roger Ambrey Court (1935–1967), neuseeländischer Meister
- Spencer Crakanthorp (1885–1936), neuseeländischer Meister

### D
- Arthur William Oswald Davies (1875–1928), neuseeländischer Meister
- Russell John Dive (* 1966), Internationaler Meister, neuseeländischer Meister
- Martin Dreyer (* 1966), neuseeländischer Meister
- John Dunlop (1886–1973), neuseeländischer Meister

### E
- Joseph Edwards, neuseeländischer Meister
- John Eriksen (1921–2006), südafrikanischer Meister[4]
- John Angus Erskine (1873–1960), neuseeländischer Meister

### F
- William Fairhurst (1903–1982), Internationaler Meister[5]
- Arcadios Feneridis (1908–2007), neuseeländischer Meister
- David Forsyth (1854–1909), neuseeländischer Meister
- Frederick Alexander Foulds (* 1932), neuseeländischer Meister
- Michael Roy Freeman (* 1960), Verdienter Internationaler Meister im Fernschach

### G
- Paul Anthony Garbett (* 1952), Internationaler Meister, neuseeländischer Meister
- Maurice Edward Goldstein (1901–1966), neuseeländischer Meister
- David Anderson Gollogly (* 1959), neuseeländischer Meister
- Ewen McGowen Green (* 1950), neuseeländischer Meister
- John Cresswell Grierson (1856–1933), neuseeländischer Meister
- Gunnar Gundersen (1882–1943), neuseeländischer Meister
- Alfred William Gyles (1888–1967), neuseeländischer Meister

### H
- Graham Haase (1930–2011), neuseeländischer Meister
- Samuel Hindin, neuseeländischer Meister
- Henry Hookham (1824–1898), neuseeländischer Meister

### K
- Fedor Kuskof Kelling (1865–1946), neuseeländischer Meister
- Anthony Ker (* 1967), Internationaler Meister, neuseeländischer Meister
- Alexei Kulashko (* 1972), neuseeländischer Meister[6]

### L
- Craig Laird (* 1953), neuseeländischer Meister[7]
- Tom Lepviikman, neuseeländischer Meister
- Adrian Lloyd (* 1964), neuseeländischer Meister[8]
- David Ireson Lynch (1910–2002), neuseeländischer Meister

### M
- William MacKay, neuseeländischer Meister
- Sue Maroroa (1991–2023), Internationale Meisterin der Frauen[9]
- Benjamin Martin (* 1969), Internationaler Meister, neuseeländischer Meister
- John Mason (1880–1975), neuseeländischer Meister
- William Edward Mason (1876–1960), neuseeländischer Meister
- Peter McKenzie (* 1966), neuseeländischer Meister
- William Meldrum, neuseeländischer Meister
- Barry Menzies, neuseeländischer Meister
- Marany Meyer (* 1984), Internationale Meisterin der Frauen[10]
- Tom Middelburg (* 1980), Internationaler Meister[11]
- Helen Milligan (* 1962), schottische Meisterin der Frauen[12]

### N
- Alan Edgar Nield, neuseeländischer Meister
- Mark Frederick Noble (* 1962), Fernschachgroßmeister
- Roger Nokes (* 1958), neuseeländischer Meister

### O
- Arthur Ollivier (1851–1897), neuseeländischer Meister

### P
- John Rodney Philipps (1942–1969), neuseeländischer Meister
- Cecil Purdy (1906–1979), Internationaler Meister, neuseeländischer Meister, Fernschachweltmeister, Fernschachgroßmeister

### S
- Ortvin Sarapu (1924–1999), Internationaler Meister, neuseeländischer Meister[13]
- Jonathan Sarfati (* 1964), neuseeländischer Meister
- Franz Vaughan Siedeberg (1869–1950), neuseeländischer Meister
- Vernon Small (* 1954), Internationaler Meister, neuseeländischer Meister
- Robert Smith (* 1956), neuseeländischer Meister
- Michael Steadman (* 1962), neuseeländischer Meister
- Richard John Sutton (1938–2009), neuseeländischer Meister

### T
- Layla Timergazi (* 2001), Internationale Meisterin der Frauen

### V
- William Viner (1881–1933), neuseeländischer Meister

### W
- Robert Graham Wade (1921–2008), Internationaler Meister, neuseeländischer Meister[14]
- Puchen Wang (* 1990), Internationaler Meister, neuseeländischer Meister
- Scott Wastney (* 1970), neuseeländischer Meister

### Z
- Jasmine Haomo Zhang (* 2003), Internationale Meisterin der Frauen